# Horton (Dorset)
Pour les articles homonymes, voir Horton.

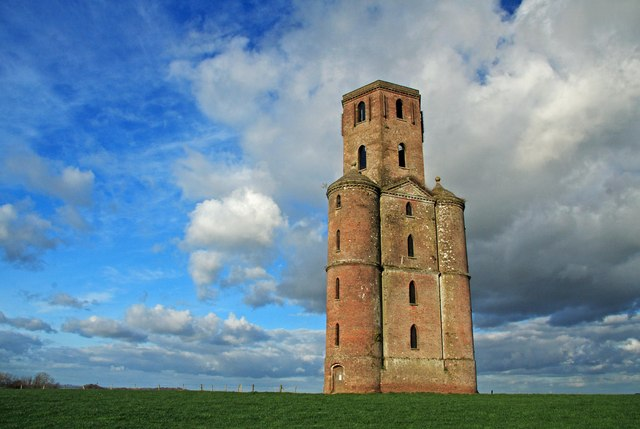
Horton Tower, observatoire du XVIIIe siècle conçu par l'architecte Humphrey Sturt.

Horton est un village du Dorset, en Angleterre. Situé dans le district d'East Dorset, au nord de Wimborne Minster, il comptait 515 habitants au moment du recensement de 2001.